# Elisabetta di Meclemburgo-Schwerin
Elisabetta di Meclemburgo-Schwerin (nome completo in tedesco Elisabeth Alexandrine Mathilde; Schwerin, 10 agosto 1869 – Castello di Schaumburg, 3 settembre 1955) è stata granduchessa consorte di Oldenburgo dal 1900 al 1918, come moglie di Federico Augusto II.
Era figlia di Federico Francesco II e della sua terza moglie, Maria di Schwarzburg-Rudolstadt.

## Famiglia
Elisabetta era legata da vincoli di parentela a diverse famiglie reali europee. Fu la figlia primogenita dell'ultimo matrimonio del padre ed era sorella maggiore di Enrico di Meclemburgo-Schwerin, che divenne principe consorte dei Paesi Bassi, in quanto marito della regina Guglielmina. Era anche sorellastra di Federico Francesco III, granduca di Meclemburgo-Schwerin, padre di Alessandrina, che fu regina di Danimarca, e di Cecilia, l'ultima principessa reale di Germania e di Federico Francesco IV, ultimo granduca di Meclemburgo-Schwerin. Era ancora sorellastra di Maria e fu zia del granduca Kirill Vladimirovič Romanov, pretendente del trono imperiale russo.
Suoi nonni paterni erano il granduca Paolo Federico di Meclemburgo-Schwerin e la principessa Alessandrina di Prussia. Suoi nonni materni erano il principe Adolfo di Schwarzburg-Rudolstadt e la principessa Matilde di Schonburg-Waldenburg.
In famiglia Elisabetta era soprannominata Biene.

## Matrimonio
Il 24 ottobre del 1896, sposò Federico Augusto, Granduca Ereditario di Oldenburgo. La sua prima moglie, la principessa Elisabetta Anna di Prussia, era morta l'anno prima, lasciando un'unica figlia, Sofia Carlotta di Oldenburgo. Federico Augusto necessitava quindi di un erede maschio. Egli successe come Granduca di Oldenburgo nel 1900, rendendo Elisabetta Granduchessa consorte di Oldenburgo.
Ebbero quattro figli:
| Nome                                                         | Nascita        | Morte         | Note                                                              |
| ------------------------------------------------------------ | -------------- | ------------- | ----------------------------------------------------------------- |
| Nicola Federico Guglielmo, Granduca Ereditario di Oldenburgo | 10 agosto 1897 | 3 aprile 1970 | sposò la Principessa Elena di Waldeck e Pyrmont                   |
| Duchessa Alessandrina                                        | 25 marzo 1900  | 26 marzo 1900 |                                                                   |
| Duchessa Ingeborg Alice                                      | 1901           | 1996          | sposò il Principe Stefano Alessandro Vittorio di Schaumburg-Lippe |
| Duchessa Altburga Maria Matilde Olga                         | 1903           | 2001          | sposò Giosea, Principe Ereditario di Waldeck e Pyrmont            |

Federico Augusto fu costretto ad abdicare al suo trono alla fine della prima guerra mondiale, quando l'ex granducato dell'Impero Germanico aderì alla neonata Repubblica di Weimar. Egli, insieme alla sua famiglia, si stabilì nel castello di Rastede, dove si dedicò all'agricoltura e s'interessò alle industrie locali. Un anno dopo la sua abdicazione, egli chiese alla dieta dell'Oldenburgo un sussidio annuale di 150.000 marchi, affermando che la sua condizione finanziaria era «estremamente precaria»..
Federico Augusto morì nel 1931 a Rastende. Da vedova, Elisabetta fu ospite alle nozze del 1937 di Giuliana dei Paesi Bassi con il Principe Bernhard van Lippe-Biesterfeld.
Elisabetta si spense invece il 3 settembre 1955, dopo 24 anni di vedovanza.

## Titoli e trattamento
- 10 agosto 1869 –  24 ottobre 1896: Sua Altezza Duchessa Elisabetta di Meclemburgo-Schwerin
- 24 ottobre 1896 – 13 giugno 1900: Sua Altezza Reale La Granduchessa Ereditaria di Oldenburg
- 13 giugno 1900 – 24 febbraio 1931: Sua Altezza Reale La Granduchessa di Oldenburg
- 24 febbraio 1931 – 3 settembre 1955: Sua Altezza Reale La Granduchessa Madre di Oldenburg

## Ascendenza
|                                                          |                                                    |                                                      | Genitori                                              |  |  | Nonni |  |  | Bisnonni                                                       |  |  | Trisnonni                                              |  |
|                                                          |                                                    |                                                      |                                                       |  |  |       |  |  | Federico Ludovico, principe ereditario di Meclemburgo-Schwerin |  |  | Federico Francesco I, granduca di Meclemburgo-Schwerin |  |
|                                                          |                                                    |                                                      |                                                       |  |  |       |  |  | Federico Ludovico, principe ereditario di Meclemburgo-Schwerin |  |  | Federico Francesco I, granduca di Meclemburgo-Schwerin |  |
|                                                          |                                                    | principessa Luisa di Sassonia-Gotha-Altenburg        |                                                       |  |  |       |  |  | Federico Ludovico, principe ereditario di Meclemburgo-Schwerin |  |  |                                                        |  |
| Paolo Federico, granduca di Meclemburgo-Schwerin         |                                                    |                                                      |                                                       |  |  |       |  |  | Federico Ludovico, principe ereditario di Meclemburgo-Schwerin |  |  |                                                        |  |
|                                                          |                                                    | granduchessa Elena Pavlovna di Russia                | Paolo I di Russia                                     |  |  |       |  |  |                                                                |  |  |                                                        |  |
|                                                          |                                                    | granduchessa Elena Pavlovna di Russia                | Paolo I di Russia                                     |  |  |       |  |  |                                                                |  |  |                                                        |  |
|                                                          |                                                    | granduchessa Elena Pavlovna di Russia                | Maria Feodorovna (Sofia Dorotea di Württemberg)       |  |  |       |  |  |                                                                |  |  |                                                        |  |
| Federico Francesco II, granduca di Meclemburgo-Schwerin  |                                                    | granduchessa Elena Pavlovna di Russia                |                                                       |  |  |       |  |  |                                                                |  |  |                                                        |  |
|                                                          |                                                    | Federico Guglielmo III di Prussia                    | Federico Guglielmo II di Prussia                      |  |  |       |  |  |                                                                |  |  |                                                        |  |
|                                                          |                                                    | Federico Guglielmo III di Prussia                    | Federico Guglielmo II di Prussia                      |  |  |       |  |  |                                                                |  |  |                                                        |  |
|                                                          |                                                    | Federico Guglielmo III di Prussia                    | langravia Federica Luisa d'Assia-Darmstadt            |  |  |       |  |  |                                                                |  |  |                                                        |  |
| principessa Alessandrina di Prussia                      |                                                    | Federico Guglielmo III di Prussia                    |                                                       |  |  |       |  |  |                                                                |  |  |                                                        |  |
|                                                          |                                                    | duchessa Luisa di Meclemburgo-Strelitz               | Carlo II, granduca di Meclemburgo-Strelitz            |  |  |       |  |  |                                                                |  |  |                                                        |  |
|                                                          |                                                    | duchessa Luisa di Meclemburgo-Strelitz               | Carlo II, granduca di Meclemburgo-Strelitz            |  |  |       |  |  |                                                                |  |  |                                                        |  |
|                                                          |                                                    | duchessa Luisa di Meclemburgo-Strelitz               | langravia Federica d'Assia-Darmstadt                  |  |  |       |  |  |                                                                |  |  |                                                        |  |
| duchessa Elisabetta Alessandrina di Meclemburgo-Schwerin |                                                    | duchessa Luisa di Meclemburgo-Strelitz               |                                                       |  |  |       |  |  |                                                                |  |  |                                                        |  |
|                                                          | principe Carlo Gundicaro di Schwarzburg-Rudolstadt | Federico Carlo, principe di Schwarzburg-Rudolstadt   |                                                       |  |  |       |  |  |                                                                |  |  |                                                        |  |
|                                                          | principe Carlo Gundicaro di Schwarzburg-Rudolstadt | Federico Carlo, principe di Schwarzburg-Rudolstadt   |                                                       |  |  |       |  |  |                                                                |  |  |                                                        |  |
|                                                          | principe Carlo Gundicaro di Schwarzburg-Rudolstadt | principessa Augusta di Schwarzburg-Rudolstadt        |                                                       |  |  |       |  |  |                                                                |  |  |                                                        |  |
| principe Adolfo di Schwarzburg-Rudolstadt                | principe Carlo Gundicaro di Schwarzburg-Rudolstadt |                                                      |                                                       |  |  |       |  |  |                                                                |  |  |                                                        |  |
|                                                          |                                                    | principessa Ulrica d'Assia-Homburg                   | Federico V, langravio d'Assia-Homburg                 |  |  |       |  |  |                                                                |  |  |                                                        |  |
|                                                          |                                                    | principessa Ulrica d'Assia-Homburg                   | Federico V, langravio d'Assia-Homburg                 |  |  |       |  |  |                                                                |  |  |                                                        |  |
|                                                          |                                                    | principessa Ulrica d'Assia-Homburg                   | langravia Carolina d'Assia-Darmstadt                  |  |  |       |  |  |                                                                |  |  |                                                        |  |
| principessa Maria di Schwarzburg-Rudolstadt              |                                                    | principessa Ulrica d'Assia-Homburg                   |                                                       |  |  |       |  |  |                                                                |  |  |                                                        |  |
|                                                          |                                                    | Ottone Vittorio, 2º principe di Schönburg-Waldenburg | Ottone, 1º principe di Schönburg-Waldenburg           |  |  |       |  |  |                                                                |  |  |                                                        |  |
|                                                          |                                                    | Ottone Vittorio, 2º principe di Schönburg-Waldenburg | Ottone, 1º principe di Schönburg-Waldenburg           |  |  |       |  |  |                                                                |  |  |                                                        |  |
|                                                          |                                                    | Ottone Vittorio, 2º principe di Schönburg-Waldenburg | contessa Enrichetta Reuss di Köstritz                 |  |  |       |  |  |                                                                |  |  |                                                        |  |
| principessa Matilde di Schönburg-Waldenburg              |                                                    | Ottone Vittorio, 2º principe di Schönburg-Waldenburg |                                                       |  |  |       |  |  |                                                                |  |  |                                                        |  |
|                                                          |                                                    | principessa Tecla di Schwarzburg-Rudolstadt          | Luigi Federico II, principe di Schwarzburg-Rudolstadt |  |  |       |  |  |                                                                |  |  |                                                        |  |
|                                                          |                                                    | principessa Tecla di Schwarzburg-Rudolstadt          | Luigi Federico II, principe di Schwarzburg-Rudolstadt |  |  |       |  |  |                                                                |  |  |                                                        |  |
|                                                          |                                                    | principessa Tecla di Schwarzburg-Rudolstadt          | langravia Carolina Luisa di Assia-Homburg             |  |  |       |  |  |                                                                |  |  |                                                        |  |
|                                                          |                                                    | principessa Tecla di Schwarzburg-Rudolstadt          |                                                       |  |  |       |  |  |                                                                |  |  |                                                        |  |